# Хавчин, Абрам Львович
Абрам Львович (Лейбович) Ха́вчин (25 января [7 февраля] 1912, Никополь, Екатеринославская губерния — 1999) — советский оператор документального кино. Заслуженный деятель искусств РСФСР (1969). Лауреат Сталинской премии первой степени (1946). 

## Биография
Родился 25 января (7 февраля) 1912 года. С 1935 года работал ассистентом оператора, в 1941—1979 годы — оператором на студии ЦСДФ. Член КПСС с 1964 года. 
В 1964 году снял первый в Советском Союзе широкоформатный документальный фильм «Москва первомайская». В 1988 году эмигрировал в Израиль.

## Фильмография
- 1941 — Самолёты летят на фронт
- 1942 — Под белым куполом
- 1942 — Хлеб — фронту
- 1944 — Возрождение Сталинграда
- 1945 — Берлинская конференция
- 1945 — Крымская конференция
- 1946 — «Динамо» в Англии
- 1947 — День победившей страны
- 1947 — Москва — столица СССР
- 1949 — Пушкин
- 1950 — Освобожденный Китай
- По дорогам трех республик
- По Финляндии (режиссёр и оператор)
- Международные соревнования по плаванию
- Миссия доброй воли
- На всемирной ассамблее мира
- 1956—100 лет Третьяковке
- 1957 — Стартует молодость
- 1957 — Братский союз двух великих народов
- 1957 — Лебединое озеро
- 1958 — Душой исполненный полет
- 1959 — День нашей жизни
- 1959 — Поль Робсон
- 1959 — Шекспировский театр в Москве
- 1960 — Иван Козловский
- 1960 — Мы были на Спартакиаде
- 1960 — Это было в Скво-Вэлли
- 1960 — Поэма об Армении
- 1960 — Комише опер в Москве
- 1961 — Театр кабуки в СССР
- 1962 — На старте миллионы
- 1962 — Окна в жизнь
- 1963 — Галина Уланова
- 1964 — Майя Плисецкая
- 1964 — Слава Великому Октябрю
- 1965 — Когда в Милане пели по-русски
- 1965 — Путь начинается
- 1966 — Доброго пути, друзья
- 1967 — Великий Октябрь
- 1967 — Крылья Октября
- 1969 — Наш друг Хо Ши Мин
- 1970 — Взлет
- 1971 — Я вижу
- 1973 — Это очень важно
- 1973 — Москва — город искусства
- 1975 — О нашем театре
- 1975 — 30 лет Победы
- 1977 — ГАБТ: вчера и сегодня
- 1977 — Людмила Зыкина
- 1978 — Праздник страны

## Награды и премии
- Сталинская премия первой степени (1946) — за фильм «Возрождение Сталинграда» (1944)
- Сталинская премия первой степени (1951) — за фильм «Освобожденный Китай» (1950)
- заслуженный деятель искусств РСФСР (1969)